# Carrascalejo de Huebra
Carrascalejo de Huebra (o Carrascalejo Nuevo) es una localidad española de la provincia de Salamanca, en la Comunidad Autónoma de Castilla y León. Se halla ubicada en el municipio de La Sagrada.

## Toponimia
Debe su nombre a otra población, Carrascalejo de Huebra, hoy deshabitada, que se situaba un kilómetro al sur, junto a la orilla del río Huebra, cuyas ruinas aún se conservan, y que es conocida actualmente con el nombre de Carrascalejo Viejo.

## Geografía
Se halla situado 1 km al norte del Carrascalejo de Huebra original, conocido como Carrascalejo Viejo, y a 3 kilómetros al sureste de la localidad de La Sagrada en las cercanías del río Huebra, que discurre un kilómetro al oeste. Carrascalejo se ubica en su margen derecha, sobre la terraza superior de dicho río, a una altura sobre el nivel del mar de 883 metros.

## Historia
La localidad fue creada en los años 60 del siglo XX dentro de los planes del Instituto Nacional de Colonización, decretándose el 31 de julio de 1961 la subasta para la contratación de las obras de construcción del pueblo, y a la cual antecedió la expropiación por el Instituto Nacional de Colonización de la finca "Carrascalejo de Huebra" el 17 de junio de 1955. Se le otorgó el nombre que poseía otra población, hoy deshabitada, conocida actualmente como Carrascalejo Viejo, y que originalmente se denominaba Carrascalejo de Huebra, la cual fue fundada por los reyes de León en la Edad Media, siendo abandonada a mediados del siglo XX.

## Demografía

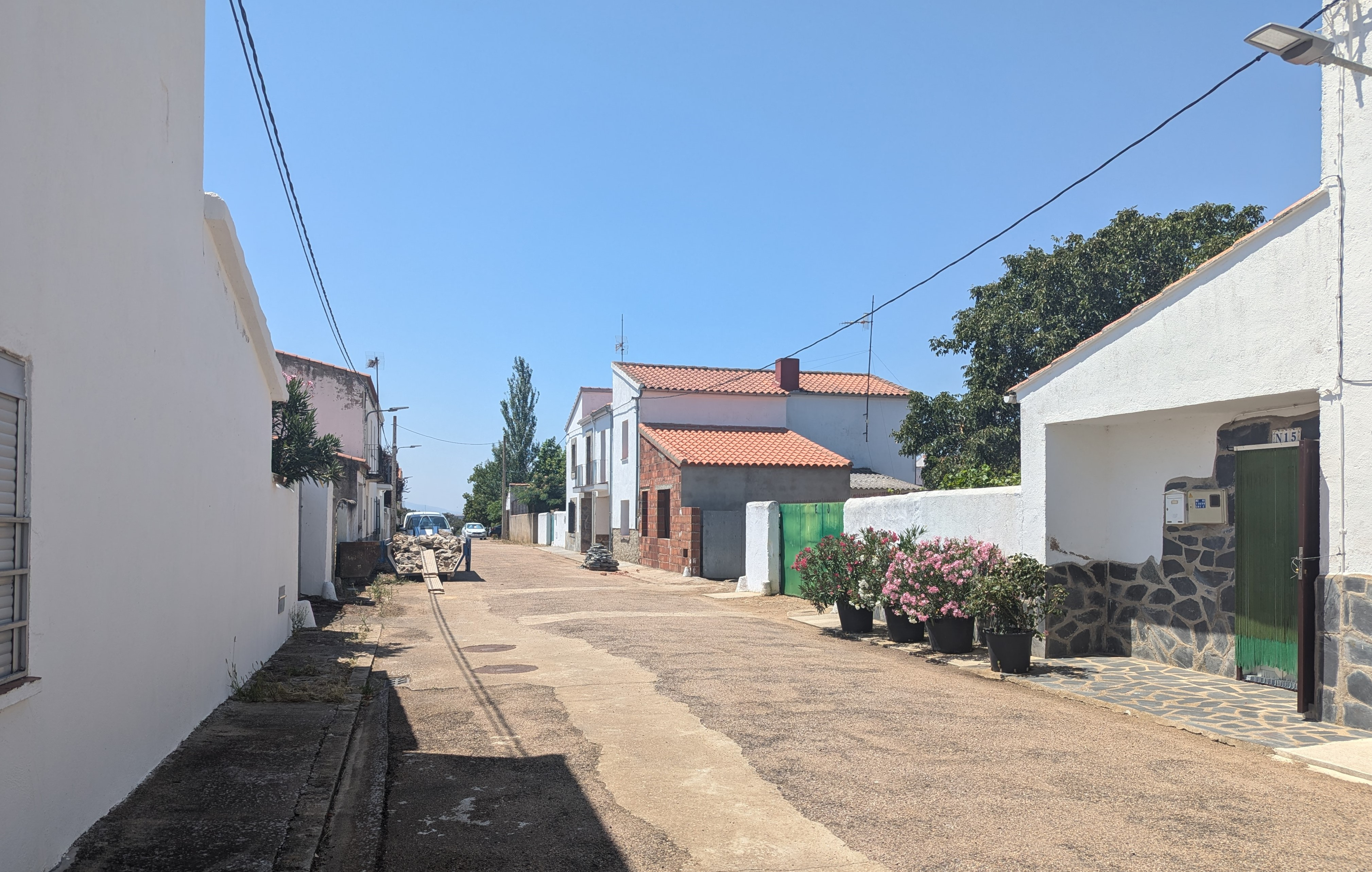

En 2016 contaba con una población de 30 habitantes, de los cuales 17 eran varones y 13 mujeres (INE 2016).
| Gráfica de evolución demográfica de Carrascalejo de Huebra entre 2000 y 2016             |
|                                                                                          |
| Fuente: Instituto Nacional de Estadística de España - Elaboración gráfica por Wikipedia. |

## Economía
La principal actividad económica a que se dedican los habitantes de la localidad es la agroganadera, seguida del sector servicios.